# Заруцкий, Павел Александрович
Па́вел Алекса́ндрович Зару́цкий (7 марта 1868, Москва — 30 августа 1938, Москва) — русский и советский архитектор, по проектам которого построены здания в Москве, Владимирской и Тверской губерниях, Ивано-Вознесенске и Вышнем Волочке. Главным образом работал в стиле модерн.

## Биография
П. А. Заруцкий родился в семье учителя 3-й Московской гимназии 7 марта 1868 года. В 1883 году поступил в Московское училище живописи, ваяния и зодчества, которое окончил в 1892 году с Большой серебряной медалью и званием классного художника архитектуры. На строительстве Музея изящных искусств работал помощником архитектора Р. И. Клейна. В 1912 году Заруцкий состоял архитектором Московского городского кредитного общества. Для творческой манеры П. А. Заруцкого было характерно сочетание эклектических мотивов с элементами модерна.
В 1900—1910-х годах архитектор участвовал в многочисленных конкурсах: на проект фасадов гостиницы «Метрополь» (2-я премия), проект «Соляного двора» (1-я премия), проект вокзала Московско-Виндавско-Рыбинской железной дороги в Санкт-Петербурге и других. В 1910-х годах Заруцкий стал секретарём Московского архитектурного общества, в это же время начал проектировать в стиле неоклассицизма. Жил в Москве на Санкт-Петербургском шоссе, 1/14.
Заруцкий был приверженцем франко-бельгийской вариации модерна. Среди ярких его работ, решённых в этом ключе — конкурсный проект фасадов гостиницы «Метрополь» (девиз «Masque», 3-я премия), особняк В. Э. Тальгрен и уникальное для московского модерна здание доходного дома Н. Я. и А. Я. Прошиных, фасад которого украшен выполненным в технике сграффито цветным фризом с изображением подснежников
После революции П. А. Заруцкий работал в различных учреждениях: в 1919 году являлся членом оценочной комиссии Моссовета, в 1920 году трудился в отделе сооружений Моссовета. В 1926 году работал заведующим техническим отделом Управления губернского инженера. Состоял в Союзе советских архитекторов. Умер в Москве 30 августа 1938 года.
Жена — Мария Семёновна Гольцова (1880 — ?), дочь доробужского купца, домашняя учительница.
Дочь — Заруцкая, Ирина Павловна (30.10.1908—1990) — советский учёный, картограф и геоморфолог.

## Постройки

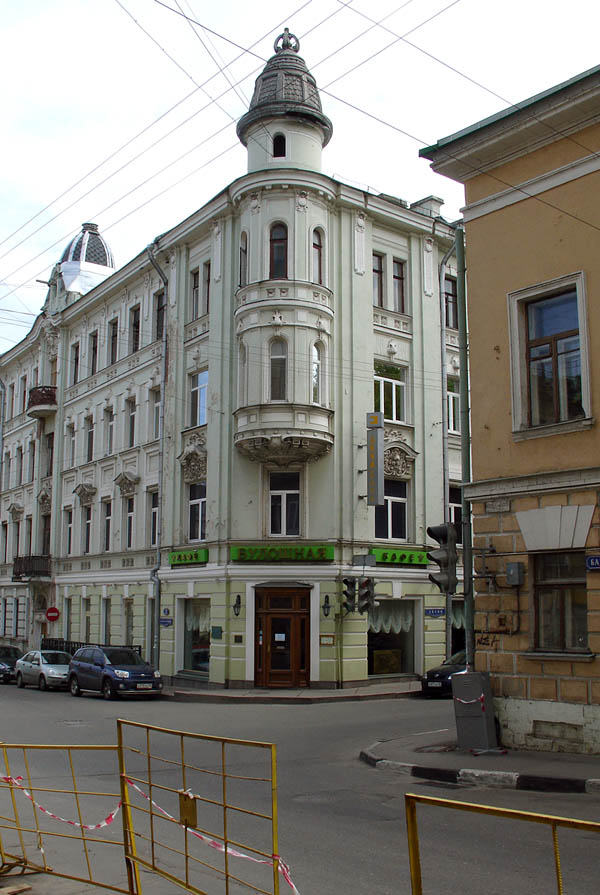
Лялин переулок, № 7/2

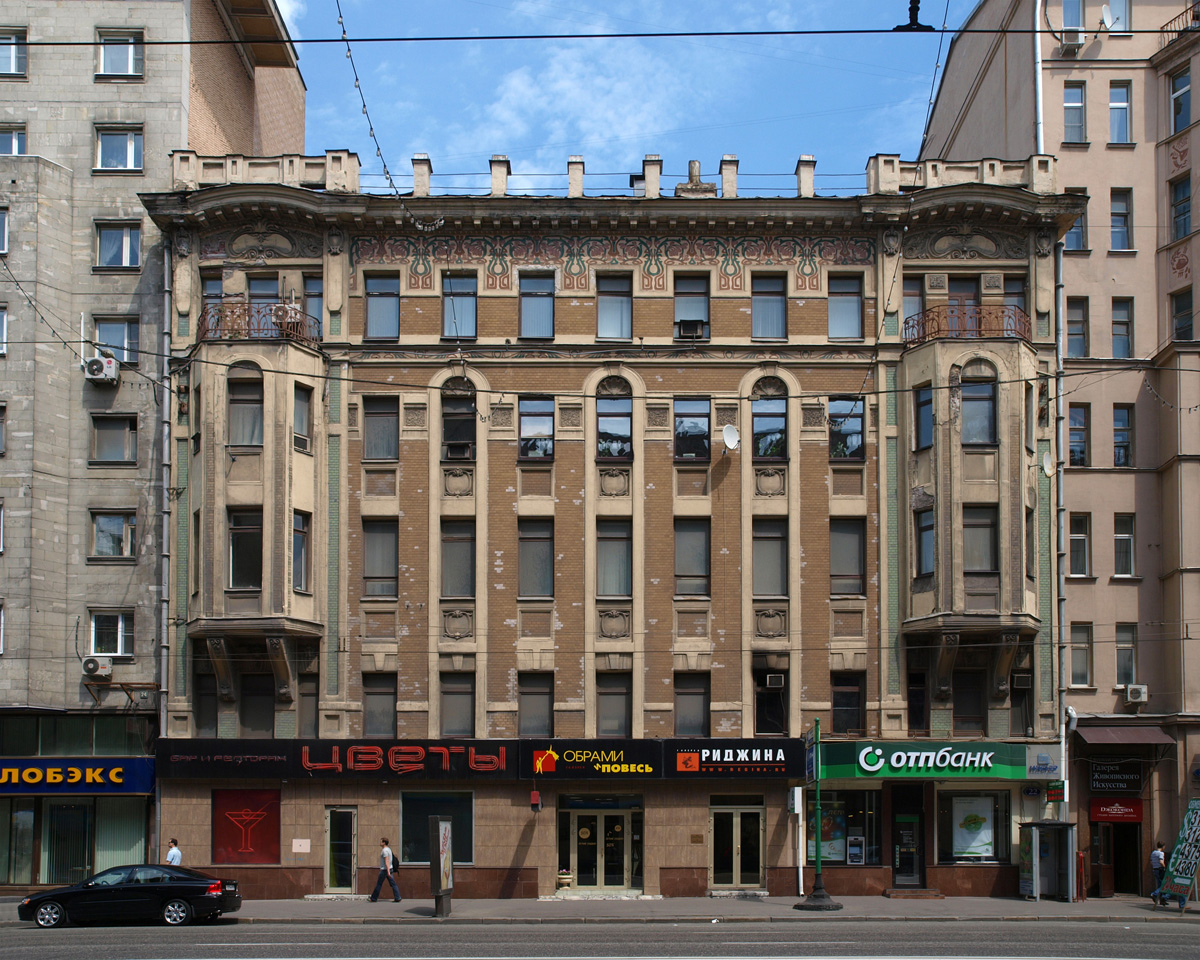
Первая Тверская-Ямская улица, № 22

- Иконостас Петропавловской церкви (1897, Карловы Вары);
- Перестройка особняка Н. П. Михайловой — В. Э. Тальгрен (1902, Москва, Малый Николопесковский переулок, 5) памятник архитектуры (региональный);
- Доходный дом Н. И. Силуанова ([1902, Москва, Большой Казённый переулок, 2);
- Доходный дом Л. И. Немчинова[6] (1902, Москва, Лялин переулок, 7/2);
- Доходный дом (1902, Москва, Малый Лёвшинский переулок, 5);
- Доходный дом А. И. Лабзова (1902, Москва, Большой Никольский переулок);
- Женское коммерческое училище Московского общества распространения коммерческого образования с домовой церковью Иконы Божией Матери «Взыскание погибших», совместно с А. У. Зеленко, С. У Соловьёвым, Н. Л. Шевяковым, А. В. Щусевым (1903—1905, Москва, Зацепа,41/12)[7];
- Доходный дом Н. И. Силуанова (1904, Москва, Рождественский бульвар, 17);
- Здание Приготовительных классов Коммерческого училища Московского общества распространения коммерческого образования (1905, Москва, Большой Строченовский переулок, 12);
- Доходный дом Н. Я. и А. Я. Прошиных (1905, Москва, Первая Тверская-Ямская улица, 22), снесён в 2014 году;
- Доходный дом купца Первушина (1906, Екатеринбург, Улица 8 Марта, 28 / улица Радищева, 2)[8];
- Перестройка особняка Волконских (1907, Москва, Воздвиженка, 9);
- Доходный дом С. П. Аристова (1909, Москва, Первая Тверская-Ямская улица, 15);
- Дом Л. М. Гандурина (1908, Иваново, ул. Пушкина, 9)
- Особняк А. Н. Витова (1908, Иваново, просп. Ленина, 25);
- Дом Н. Т. Щапова (1909, Иваново, ул. Советская, 45);
- Конкурсный проект расширения трибун и Беговой беседки в Петровском парке, совместно с Г. Н. Ивановым (1910, 1-я премия), не осуществлён;
- Доходный дом И. Г. Волкова (1912, Москва, Первая Брестская улица, 58);
- Доходный дом Н. А. Гаврилова (1914, Москва, Второй Колобовский переулок, 11);
- Перестройка типографии П. П. Рябушинского «Утро России» (1914—1915, Москва, Большой Путинковский переулок, 3);
- Перестройка дома (1934, Москва, Лубянский проезд, 23).